# گمینا بوگوریا
گمینا بوگوریا (به لهستانی:  Gmina Bogoria) یک گمینا در لهستان است که در شهرستان ستاشوف واقع شده‌است. گمینا بوگوریا ۱۲۲٫۸۹ کیلومتر مربع مساحت و ۷٬۹۸۳ نفر جمعیت دارد.